# Волчья Грива
Волчья Грива — возвышенность в Каргатском районе Новосибирской области протяжённостью около 8 км, справа от автодороги Кочки — Каргат (примерно 37-й километр дороги). Ширина Волчьей Гривы — 1 километр, высота достигает 11 метров. С 2007 года — палеонтологический памятник природы областного значения.

## География
В настоящее время здесь расположено село Мамонтовое, а 14—11 тысяч лет назад Волчья Грива являлась местом обитания одних из последних мамонтов, живших на территории Сибири. Это одно из самых массовых захоронений остатков мамонтов в Азии. Считается, что в те времена Волчья Грива представляла собой длинный и узкий полуостров среди болот и озёр, который заканчивался крутым обрывом.

## История исследований и гипотезы
Первые сведения о наличии костеносного слоя были получены при проведении грунтовых работ под хозяйственные постройки в северо-восточной части гривы в 1957 году. О находках было сообщено в Геологическое управление Новосибирска. Для исследования района были приглашены палеонтологи из АН Казахской ССР. В состав экспедиции 1957 года входили заведующая лабораторией палеонтологии Б. С. Кожамкулова и два сотрудника. В процессе раскопок был обнаружен костеносный слой, содержащий остатки млекопитающих. Среди находок — кости четырёх мамонтов, а также бизонов и лошадей. Всего за 20 дней было обнаружено более 200 костей и их фрагментов, на основе которых в институте Зоологии АН Казахской ССР был реконструирован скелет мамонта. Часть костей была передана в Новосибирск.
После экспедиции 1957 года изучением отложений Волчьей гривы занимался геолог Г. В. Полунин. Под его руководством было пробурено девять скважин у подножия, на склонах и верхней площадке Волчьей гривы. В 1961 году им было опубликовано сообщение «О природном захоронении мамонтов в Барабинской степи», где даётся поперечный разрез Волчьей гривы. Он же отмечает, что кости залегают в пологой ложбине, дном которой служат жёлто-бурые супеси. Обнаружены фрагменты 7—8 мамонтов, нескольких лошадей, бизона. Научный сотрудник Зоологического института АН СССР В. Е. Гаррут, на основании изучения вышеизложенных материалов предположил, что мамонт представлен особой карликовой формой, относящейся к верхнепалеолитическому комплексу верхнего плейстоцена. Признаков культурного слоя обнаружено не было, поэтому вопрос о генезисе местонахождения оставался проблемным.
В 1961 году выходит статья, посвящённая изучению Барабинской и Кулундинской степей, в которой говорится о жёлто-буром покрове Барабинской равнины, местами украшенном вытянутыми в северо-восточном направлении гривами, сложенными как и на юге Кулунды пылеватыми тонкозернистыми супесями. В осадках покрова встречается фауна верхнеплейстоценового комплекса. В примечании указывается на обнаруженное захоронение в урочище Волчья Грива. Мартынов считает, что гривы имеют эоловый генезис, материалом для которых послужили песчаные аллювиальные отложения Кулундинской равнины и равнин Северного Казахстана.
Осенью 1967 года раскопки Волчьей гривы были возобновлены. В экспедиции приняли участие научные сотрудники зоологического музея Томского государственного университета: Э. В. Алексеева, студентка О. Ф. Новикова и старший научный сотрудник института геологии и геофизики Сибирского отделения АН СССР И. А. Волков, который произвёл краткое описание геологического и геоморфологического положения захоронения. Место раскопа и коллекция были осмотрены членом-корреспондентом АН СССР А. П. Окладниковым, подтвердившим предположение участников экспедиции о наличии следов человеческой деятельности на костях животных. В октябре того же года место раскопок было осмотрено сотрудниками Ленинградского проекта во главе с А. Д. Колбутовым.

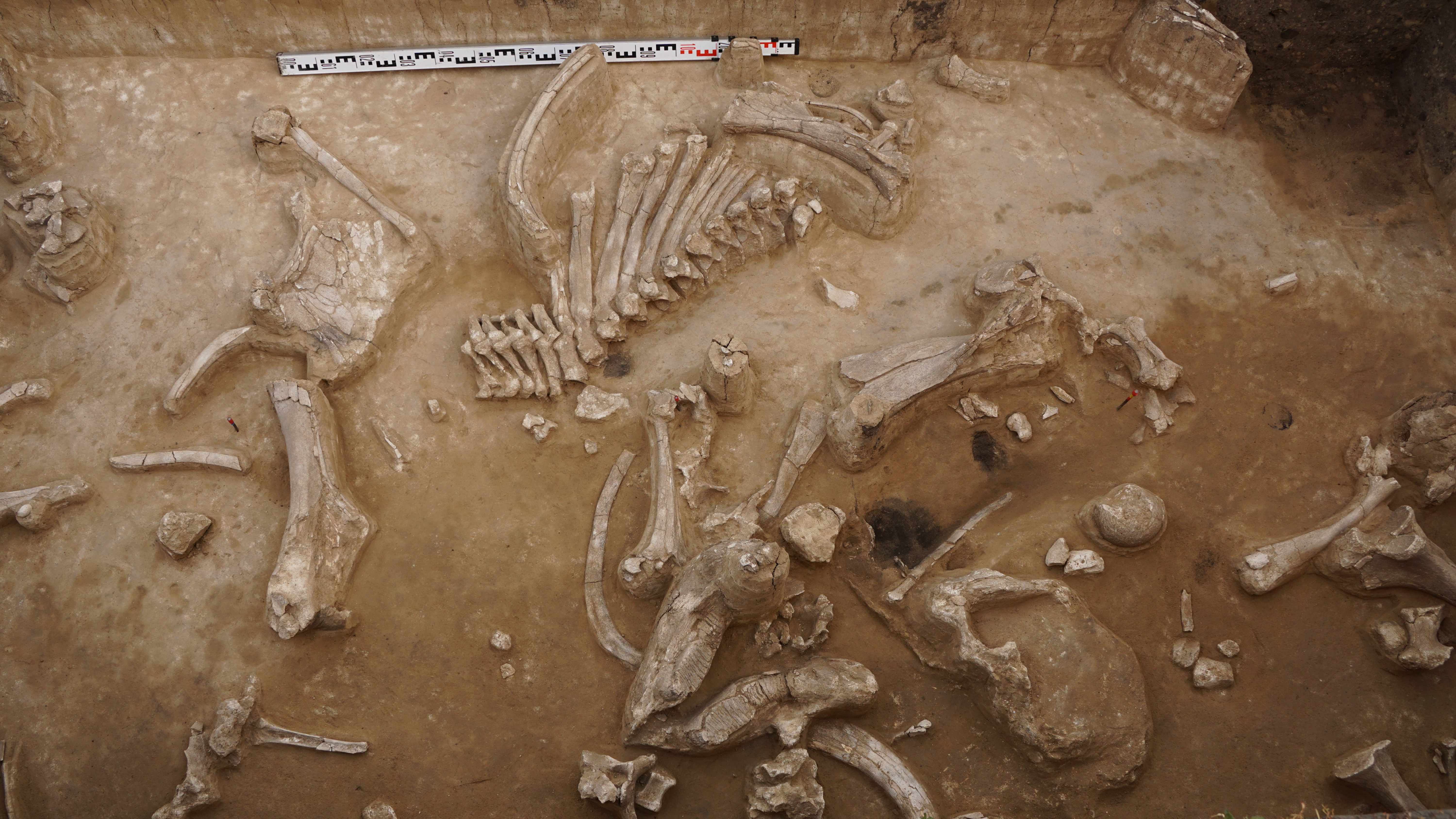
Анатомическое сочленение позвонков мамонта(2018)

В конце апреля 1968 года в Мамонтовом побывал заведующий лабораторией Зоологического института АН СССР Н. К. Верещагин. Экспедиции 1967—1968 годов были комплексными: археологическими, геологическими, палеонтологическими.
В 1975 году на Волчью гриву была организована новая экспедиция под руководством научного сотрудника НИИ Института истории, филологии и философии Сибирского отделения АН СССР В. И. Молодина. Материалы этих работ оказались разрозненными и не содержащими каких-либо новых данных о геологии и палеонтологии района.
Второй этап исследований начался в 1991 году. Исследования были возобновлены А. П. Деревянко, при участии В. Н. Зенина, Э. В. Алексеевой, К. Г. Котожекова, А. И. Кривошапкина, А. А. Анойкина, С. В. Лещинского. Исследования проводились на площади двух раскопов (81 м²) и в шурфе.
В 2015 году были возобновлены раскопки на Волчьей Гриве под руководством Томского государственного университета при участии Новосибирского института при разборе костеносных горизонтов применялось послойное или (до-)снятие отложений с помощью шпателей, шил, кисточек и других мелких инструментов. Геодезические приборы и разметка в виде квадратной сетки с шагом использовались при составлении планов (масштаб 1:20).
В процессе раскопок местонахождения на площади почти при 100%-ном отборе (не взяты лишь остатки очень плохой сохранности) получены 620 фрагментов и целых костей и зубов крупных млекопитающих.
Несмотря на то, что туши животных долгое время находились на земной поверхности, на костях отмечены лишь единичные следы погрызов, оставленные хищниками или животными-падальщиками. Высокая степень выветривания и трамплинг, а также деятельность хищников и падальщиков привели к тому, что целыми сохранились лишь отдельные позвонки и рёбра, некоторые длинные кости (главным образом большие берцовые и лучевые) и их эпифизы, многие кости кистей и стоп, коленные чашки.
Таким образом, в пределах раскопанной площади были обнаружены остатки не менее шести мамонтов. На основании известных данных по дентальным стадиям, срастанию эпифизов и диафизов длинных костей, предварительно можно сказать, что двое из них погибли в возрасте старше 25 лет, один — от 12 до 25 лет, двое — до 12 лет и один — до 1 года (или был эмбрионом). Остатки лошади принадлежат, возможно, одной взрослой особи.
Из этого следует, что роль палеолитического населения в накоплении костеносного горизонта Волчьей гривы, а также других мамонтовых «кладбищ» представляется незначительной, и можно лишь с уверенностью сказать, что человек использовал остатки мамонтов, павших от болезней, травм, хищников и прочих причин, в процессе жизнедеятельности. Этот вывод подтверждает мнение З. А. Абрамовой о том, что Волчья грива является местом естественной гибели мамонтов, освоенным палеолитическим человеком.
В 2020 году в Волчей Гриве обнаружен фрагмент бедра мамонта с выдолбленной нишей, в которую был вставлен череп песца, возрастом немногим более 19 тыс. лет. В 2021 году обнаружена периферия поселения рядом со скоплением палеоостатков Волчья Грива, найдено представительное скопление не только мамонтов, но и остатки бизонов, древних шерстистых носорогов и других животных. Это наиболее древние следы пребывания людей в Новосибирской области.